# Tehil·là
Tehil·là —en hebreu original תהִלה, «lloança»— és una novel·la de l'escriptor Xemuel Yossef Agnon publicada originalment el 1950 en commemoració de la fundació del diari Davar i el 1953 com a part del recull Ad hennauna —Fins aquí—, on es narra l'historia d'una dona jueva que ha viscut la vida plena de desgracies com a càstig pel que creu fou un pecat comés quan era jove.
La novel·la presenta contínuament referències, simbolisme i al·lusions al món jueu, la seva litúrgia i cosmovisió, escrites de manera mítica. Tehil·là es una dona sabia, modesta i misericordiosa de 104 anys —en al·lusió al salm 104, una gran lloança a Déu— que viu a Jerusalem, prop del Mur de les Lamentacions, en els anys 1920 del segle xx, l'època del Mandat Britànic sobre Palestina. El narrador la coneix mentre busca la llar d'un rabí i inicien una conversa que els connecta, en la qual la protagonista li exposa la seva vida i experiències del seu passat. La trama de la història es desenvolupa fins a la revelació del «secret o pecat de la vida» de Tehil·là, que porta a l'esquena la culpa d'un incident que es va produir en els anys 1830 quan era una noieta, moment en què el judaisme patia un conflicte intern entre els partidaris del hassidisme —nou corrent de renovació espiritual de caràcter místic— i els seus detractors, defensors del judaisme rabínic tradicional. Fou promesa amb un noi de tretze anys anomenat Xraga però el pare va anul·lar el compromís per les seves simpaties a la secta dels piadosos (hassidim), negant-se a demanar perdó i fer la corresponent indemnització, avergonyint al nuvi i tota la seva família.
Més tard, Tehil·là es va casar i va tenir tres fills. Dos d'ells varen morir i la seva filla es va convertir al cristianisme, desgracia equiparable a la mort en la tradició jueva. Després d'aquestes tragèdies, la dona va recordar la suspensió del matrimoni, l'afronta al nuvi i la seva família, i es va convèncer a si mateixa que les tragèdies que l'han assetjat són un càstig per aquest error del passat. El comportament de Tehil·là la resta de la seva vida expressa un intent de solvatar aquest pecat, obtenir el perdó abans de morir i poder ser enterrada al cementiri de la muntanya de les Oliveres de Jerusalem, al costat del lloc on la tradició jueva situa la vall de Josafat.